# ハニシュ諸島
ハニシュ諸島（ハニシュしょとう、アラビア語: جزر حنيش、DIN 31635 ǧuzur Ḥanīš）は、紅海に浮かぶ島々からなる諸島。大部分はイエメンのフダイダ県に属している。

## 地理
この諸島には、合わせて23の島々や岩礁があり、その面積は合わせて 190 km2 に及ぶ。島々の中で最も大きい島は、北側に位置するズカール島であり、次いで南側の大ハニシュ島（グレート・ハニシュ島）とも称されるハニシュ・アル＝クブレ島 (Dschaz'rat Han'sch al-Kubré)、続いて両者の間の小ハニシュ島（リトル・ハニシュ島）ことハニシュ・アズ＝スグロ島 (Jaz-rat Hansh as-Sughro) である。それ以外の島々は、ずっと小さくなる。
これらの島々は、火山活動の結果形成された火山島であるが、有史以来には噴火活動の記録は見られない。全長20kmほどで北東-南西方向に伸びるている大ハニシュ島には、溶岩丘などがあちこちに残されており、最高峰は標高 422 m (1385 ft ) ある。

## 行政
この諸島には2つの行政区画が設けられており、北側の島々を管轄するトゥハイタ郡と、ハウハー郡がある。

## 歴史
ハニシュ諸島は、もともとはオスマン帝国の領土であり、それを継承したトルコが領有を主張していた。しかし、1923年から1941年にかけて、この地域を支配したのは、イタリア領エリトリアであった。イタリア植民地軍の撤退後、島々を支配したのはエリトリアを拠点としたイギリスであった。1970年代以降、島々の領有をめぐって、イエメンと、1961年にエリトリアを併合したエチオピアが争った。エチオピアに対してエリトリアが独立闘争を展開した過程では、ハニシュ諸島の一部の島々が、エリトリア本土への補給基地、出撃基地として利用された。
1967年に南イエメンが独立してから、北イエメンとの統一がなされるまでの帰属はイエメン人民民主共和国（南イエメン）であり、統一のなった1990年以降はイエメンに帰属している。
1991年に独立したエリトリアは、1995年から1996年にかけて、ハニシュ諸島全体の領有を主張し、イエメンとの間で軍事的紛争に発展した。エリトリア側は、ハニシュ諸島への軍事侵攻を企てたが、これは失敗に終わった。その後、長く交渉が続き、1998年には、諸島の大部分をイエメン領とし、一部の小さな島々を例外としてエリトリア領とするという常設仲裁裁判所による国際仲裁の判断が下された。